# Campeonato Mundial de Handebol Feminino de 2013
Campeonato Mundial de Handebol Feminino de 2013 ou Campeonato Mundial de Andebol Feminino de 2013 foi a 21.ª edição do evento organizado pela Federação Internacional de Handebol, disputado na Sérvia entre 6 e 22 de dezembro de 2013.
O Brasil foi campeão, tornando-se a segunda nação não-europeia (após a Coreia do Sul) e primeira da América a conquistar o título na história do torneio. Além disso, a Seleção Brasileira tornou-se a primeira equipe não-europeia desde 2003 a chegar a uma semifinal de Mundial.
A Dinamarca, tricampeã olímpica em Atlanta 1996, Sydney 2000, Atenas 2004 e campeã mundial em 1997, ganhou a primeira medalha num mundial – de bronze – depois de dezesseis anos.
A partida final desta edição do torneio, entre Brasil e Sérvia, assistiu ao recorde mundial de público pagante para uma partida do Campeonato Mundial de Handebol Feminino, com 19.467 espectadores lotando a Kombank Arena, em Belgrado.

## Transmissão
No Brasil, o torneio foi transmitido pela TV Esporte Interativo

## Sedes
Cinco sedes em quatro cidades foram escolhidas para receber os jogos.:
| Fase de grupos                         | Fase de grupos                 | Fase de grupos                       |
| -------------------------------------- | ------------------------------ | ------------------------------------ |
| Belgrado                               | Zrenjanin                      | Niš                                  |
| Pionir Hall Capacidade: 8.150          | Medison Hall Capacidade: 2.800 | Čair Sports Center Capacidade: 5.000 |
|                                        |                                |                                      |
| Fase de grupos e mata-mata             | Mata-mata                      | Belgrado Zrenjanin Niš Novi Sad      |
| Novi Sad                               | Belgrado                       | Belgrado Zrenjanin Niš Novi Sad      |
| Spens Sports Center Capacidade: 11.500 |                                | Belgrado Zrenjanin Niš Novi Sad      |
|                                        |                                | Belgrado Zrenjanin Niš Novi Sad      |

## Seleções classificadas
Um total de 24 seleções nacionais obtiveram qualificação para o torneio. A definição das equipes participantes aconteceu de acordo com os resultados nos campeonatos continentais. Oito seleções europeias se classificaram através de play-offs realizadosse

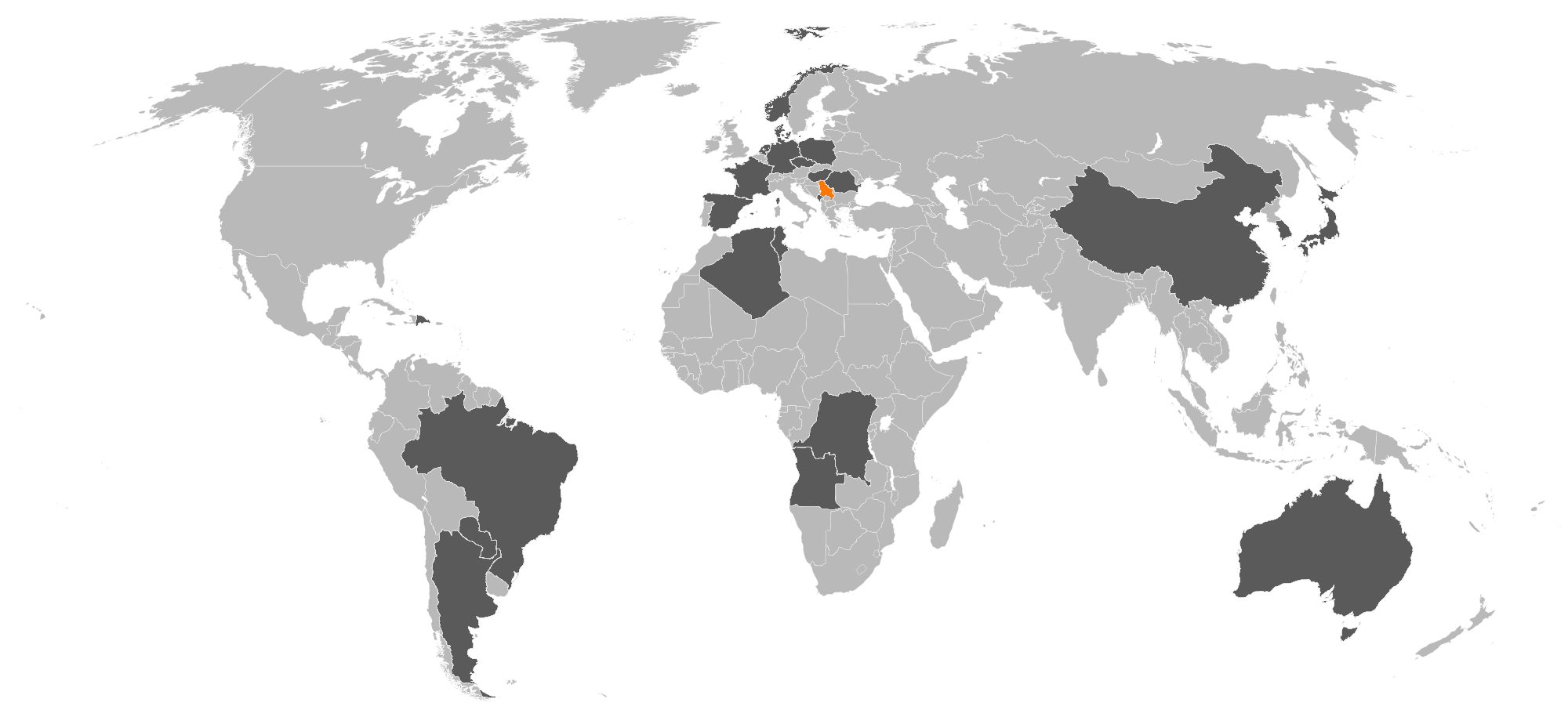
Participantes: cinza escuro, País-sede: Laranja

## Sorteio dos grupos
O sorteio aconteceu no dia 15 de Junho de 2013.
| Pote 1                                       | Pote 2                                        | Pote 3                                           | Pote 4                                      | Pote 5                                                         | Pote 6                                                  |
| -------------------------------------------- | --------------------------------------------- | ------------------------------------------------ | ------------------------------------------- | -------------------------------------------------------------- | ------------------------------------------------------- |
| - Noruega - Montenegro - Hungria - Dinamarca | - Países Baixos - Brasil - Alemanha - Polónia | - Angola - França - Sérvia (País-sede) - Roménia | - Coreia do Sul - Espanha - Chéquia - China | - Tunísia - República Democrática do Congo - Japão - Argentina | - República Dominicana - Paraguai - Argélia - Austrália |

## Calendário
| FP | Fase preliminar | 1/8 | Oitavas de final | 1/4 | Quartas de final | 1/2 | Semi-finais | F | Finais |

| Dezembro de 2013       | 06 Sex | 07 Sáb  | 08 Dom | 09 Seg | 10 Ter  | 11 Qua | 12 Qui | 13 Sex  | 14 Sáb | 15 Dom  | 16 Seg  | 17 Ter | 18 Qua  | 19 Qui | 20 Sex  | 21 Sáb | 22 Dom |
| ---------------------- | ------ | ------- | ------ | ------ | ------- | ------ | ------ | ------- | ------ | ------- | ------- | ------ | ------- | ------ | ------- | ------ | ------ |
| Fase (no. de partidas) | FP (1) | FP (11) | FP (6) | FP (6) | FP (12) | FP (6) | FP (6) | FP (12) |        | 1/8 (4) | 1/8 (4) |        | 1/4 (4) |        | 1/2 (2) |        | F (2)  |

## Primeira fase
Todos os horários estão no horário local (UTC+1). Em memória de Nelson Mandela, que falecera recentemente, em todos os jogos da primeira fase foi respeitado um minuto de silêncio.

### Grupo A
| Seleção                        | P  | J | V | E | D | GP  | GC  | SG  |
| ------------------------------ | -- | - | - | - | - | --- | --- | --- |
| França                         | 10 | 5 | 5 | 0 | 0 | 125 | 80  | +45 |
| Montenegro                     | 8  | 5 | 4 | 0 | 1 | 135 | 92  | +43 |
| Coreia do Sul                  | 6  | 5 | 3 | 0 | 2 | 158 | 117 | +41 |
| Países Baixos                  | 4  | 5 | 2 | 0 | 3 | 147 | 121 | +26 |
| República Democrática do Congo | 2  | 5 | 1 | 0 | 4 | 86  | 155 | –69 |
| República Dominicana           | 0  | 5 | 0 | 0 | 5 | 92  | 178 | –86 |

| 7 December 2013 14:45 | Montenegro  | 24 – 22   | Coreia do Sul | Pionir Hall, Belgrado Público: 1,100 Árbitros: Lah, Sok |
| 7 December 2013 14:45 | Bulatović 7 | (11–11)   | Woo Sun-Hee 8 | Pionir Hall, Belgrado Público: 1,100 Árbitros: Lah, Sok |
| 7 December 2013 14:45 | 4× 3×       | relatório | 4× 3×         | Pionir Hall, Belgrado Público: 1,100 Árbitros: Lah, Sok |

| 7 December 2013 17:00 | França    | 31 – 13   | República Democrática do Congo | Pionir Hall, Belgrado Público: 500 Árbitros: Marina, Minore |
| 7 December 2013 17:00 | Dembélé 5 | (15–6)    | Mwasesa 9                      | Pionir Hall, Belgrado Público: 500 Árbitros: Marina, Minore |
| 7 December 2013 17:00 | 2× 3×     | relatório | 4× 2× 1×                       | Pionir Hall, Belgrado Público: 500 Árbitros: Marina, Minore |

| 7 December 2013 19:15 | Holanda       | 44 – 21   | República Dominicana | Pionir Hall, Belgrado Público: 300 Árbitros: Arntsen, Røen |
| 7 December 2013 19:15 | Knippenborg 9 | (20–9)    | Pimentel, Pop 6      | Pionir Hall, Belgrado Público: 300 Árbitros: Arntsen, Røen |
| 7 December 2013 19:15 | 1× 3×         | relatório | 2×                   | Pionir Hall, Belgrado Público: 300 Árbitros: Arntsen, Røen |

| 8 December 2013 16:00 | Coreia do Sul | 29 – 26   | Países Baixos            | Pionir Hall, Belgrado Público: 500 Árbitros: Horváth, Márton |
| 8 December 2013 16:00 | Kim Jin-Yi 7  | (17–11)   | Van der Heijden, Groot 5 | Pionir Hall, Belgrado Público: 500 Árbitros: Horváth, Márton |
| 8 December 2013 16:00 | 3× 2×         | relatório | 4× 3×                    | Pionir Hall, Belgrado Público: 500 Árbitros: Horváth, Márton |

| 8 December 2013 18:15 | RD Congo  | 9 – 35    | Montenegro                     | Pionir Hall, Belgrado Público: 726 Árbitros: Arntsen, Røen |
| 8 December 2013 18:15 | Lusamba 3 | (4–19)    | Miljanić-Petrovic, Bulatović 5 | Pionir Hall, Belgrado Público: 726 Árbitros: Arntsen, Røen |
| 8 December 2013 18:15 | 3× 2×     | relatório | 4× 3×                          | Pionir Hall, Belgrado Público: 726 Árbitros: Arntsen, Røen |

| 8 December 2013 20:30 | República Dominicana | 10 – 27   | França     | Pionir Hall, Belgrado Público: 250 Árbitros: Lah, Sok |
| 8 December 2013 20:30 | Andino 5             | (4–10)    | Baudouin 7 | Pionir Hall, Belgrado Público: 250 Árbitros: Lah, Sok |
| 8 December 2013 20:30 | 6× 3×                | relatório | 6× 3×      | Pionir Hall, Belgrado Público: 250 Árbitros: Lah, Sok |

| 10 December 2013 16:00 | Coreia do Sul | 34 – 20   | República Democrática do Congo | Pionir Hall, Belgrado Público: 100 Árbitros: Arntsen, Røen |
| 10 December 2013 16:00 | Woo Sun-Hee 7 | (19–13)   | Mwasesa 9                      | Pionir Hall, Belgrado Público: 100 Árbitros: Arntsen, Røen |
| 10 December 2013 16:00 | 1× 2×         | relatório | 5× 2×                          | Pionir Hall, Belgrado Público: 100 Árbitros: Arntsen, Røen |

| 10 December 2013 18:15 | Montenegro   | 33 – 19   | República Dominicana | Pionir Hall, Belgrado Público: 200 Árbitros: Horváth, Márton |
| 10 December 2013 18:15 | Mehmedović 8 | (17–10)   | Peña 5               | Pionir Hall, Belgrado Público: 200 Árbitros: Horváth, Márton |
| 10 December 2013 18:15 | 4× 3×        | relatório | 4× 2×                | Pionir Hall, Belgrado Público: 200 Árbitros: Horváth, Márton |

| 10 December 2013 20:30 | Holanda   | 19 – 23   | França    | Pionir Hall, Belgrado Público: 400 Árbitros: Marina, Minore |
| 10 December 2013 20:30 | Abbingh 6 | (10–10)   | Signaté 6 | Pionir Hall, Belgrado Público: 400 Árbitros: Marina, Minore |
| 10 December 2013 20:30 | 5× 3×     | relatório | 5× 3×     | Pionir Hall, Belgrado Público: 400 Árbitros: Marina, Minore |

| 11 December 2013 16:00 | República Dominicana | 20 – 51   | Coreia do Sul | Pionir Hall, Belgrado Público: 150 Árbitros: Marina, Minore |
| 11 December 2013 16:00 | López 6              | (8–27)    | Kim Jin-Yi 9  | Pionir Hall, Belgrado Público: 150 Árbitros: Marina, Minore |
| 11 December 2013 16:00 | 5× 2×                | relatório | 4× 3×         | Pionir Hall, Belgrado Público: 150 Árbitros: Marina, Minore |

| 11 December 2013 18:15 | Holanda          | 33 – 21   | República Democrática do Congo | Pionir Hall, Belgrado Público: 300 Árbitros: Horváth, Márton |
| 11 December 2013 18:15 | três jogadoras 5 | (18–11)   | Mwasesa 8                      | Pionir Hall, Belgrado Público: 300 Árbitros: Horváth, Márton |
| 11 December 2013 18:15 | 7× 3×            | relatório | 3× 1×                          | Pionir Hall, Belgrado Público: 300 Árbitros: Horváth, Márton |

| 11 December 2013 20:30 | França           | 17 – 16   | Montenegro  | Pionir Hall, Belgrado Público: 600 Árbitros: Arntsen, Røen |
| 11 December 2013 20:30 | três jogadoras 3 | (6–8)     | Jovanović 5 | Pionir Hall, Belgrado Público: 600 Árbitros: Arntsen, Røen |
| 11 December 2013 20:30 | 1× 2×            | relatório | 2× 4×       | Pionir Hall, Belgrado Público: 600 Árbitros: Arntsen, Røen |

| 13 December 2013 16:15 | RD Congo | 23 – 22   | República Dominicana | Pionir Hall, Belgrado Público: 150 Árbitros: Marina, Minore |
| 13 December 2013 16:15 | Okoko 8  | (15–13)   | Pop 6                | Pionir Hall, Belgrado Público: 150 Árbitros: Marina, Minore |
| 13 December 2013 16:15 | 4× 3×    | relatório | 2×                   | Pionir Hall, Belgrado Público: 150 Árbitros: Marina, Minore |

| 13 December 2013 18:30 | França      | 27 – 22   | Coreia do Sul              | Pionir Hall, Belgrado Público: 700 Árbitros: Horváth, Márton |
| 13 December 2013 18:30 | Lacrabère 8 | (11–10)   | Ryu Eun-Hee, Jung Ji-Hae 6 | Pionir Hall, Belgrado Público: 700 Árbitros: Horváth, Márton |
| 13 December 2013 18:30 | 5× 4×       | relatório | 4× 3×                      | Pionir Hall, Belgrado Público: 700 Árbitros: Horváth, Márton |

| 13 December 2013 20:45 | Montenegro             | 27 – 25   | Países Baixos     | Pionir Hall, Belgrado Público: 600 Árbitros: Santos, Fonseca |
| 13 December 2013 20:45 | Radičević, Bulatović 8 | (14–18)   | Van der Heijden 7 | Pionir Hall, Belgrado Público: 600 Árbitros: Santos, Fonseca |
| 13 December 2013 20:45 | 6× 3×                  | relatório | 5× 3×             | Pionir Hall, Belgrado Público: 600 Árbitros: Santos, Fonseca |

### Grupo B
| Seleção   | P  | J | V | E | D | GP  | GC  | SG  |
| --------- | -- | - | - | - | - | --- | --- | --- |
| Brasil    | 10 | 5 | 5 | 0 | 0 | 142 | 102 | +40 |
| Sérvia    | 8  | 5 | 4 | 0 | 1 | 140 | 105 | +35 |
| Dinamarca | 6  | 5 | 3 | 0 | 2 | 151 | 112 | +39 |
| Japão     | 4  | 5 | 2 | 0 | 3 | 136 | 131 | +5  |
| China     | 2  | 5 | 1 | 0 | 4 | 114 | 168 | –54 |
| Argélia   | 0  | 5 | 0 | 0 | 5 | 102 | 167 | –65 |

| 6 December 2013 18:00 | Sérvia  | 28 – 26   | Japão   | Čair Sports Center, Niš Público: 3,800 Árbitros: García, Marín |
| 6 December 2013 18:00 | Lekić 6 | relatório | Fujii 7 | Čair Sports Center, Niš Público: 3,800 Árbitros: García, Marín |
| 6 December 2013 18:00 | 6× 4×   |           | 4× 3×   | Čair Sports Center, Niš Público: 3,800 Árbitros: García, Marín |

| 7 December 2013 18:00 | Brasil     | 36 – 20   | Argélia | Čair Sports Center, Niš Público: 1,000 Árbitros: Duţă, Florescu |
| 7 December 2013 18:00 | da Silva 9 | relatório | Tizi 6  | Čair Sports Center, Niš Público: 1,000 Árbitros: Duţă, Florescu |
| 7 December 2013 18:00 | 6× 3×      |           | 3×      | Čair Sports Center, Niš Público: 1,000 Árbitros: Duţă, Florescu |

| 7 December 2013 20:15 | Dinamarca                 | 44 – 21   | China         | Čair Sports Center, Niš Público: 800 Árbitros: Krichen, Makhlouf |
| 7 December 2013 20:15 | Schumacher, Kristiansen 6 | relatório | Zhao Jiaqin 5 | Čair Sports Center, Niš Público: 800 Árbitros: Krichen, Makhlouf |
| 7 December 2013 20:15 | 1× 3×                     |           | 2×            | Čair Sports Center, Niš Público: 800 Árbitros: Krichen, Makhlouf |

| 8 December 2013 15:45 | China          | 21 – 34   | Brasil     | Čair Sports Center, Niš Público: 200 Árbitros: García, Marín |
| 8 December 2013 15:45 | Wang Shuihui 5 | relatório | da Silva 9 | Čair Sports Center, Niš Público: 200 Árbitros: García, Marín |
| 8 December 2013 15:45 | 4× 3×          |           | 4× 3×      | Čair Sports Center, Niš Público: 200 Árbitros: García, Marín |

| 8 December 2013 18:00 | Argélia | 14 – 34   | Sérvia    | Čair Sports Center, Niš Público: 3,500 Árbitros: Krichen, Makhlouf |
| 8 December 2013 18:00 | Ziadi 5 | relatório | Nišavić 9 | Čair Sports Center, Niš Público: 3,500 Árbitros: Krichen, Makhlouf |
| 8 December 2013 18:00 | 3×      |           | 3× 4× 1×  | Čair Sports Center, Niš Público: 3,500 Árbitros: Krichen, Makhlouf |

| 8 December 2013 20:15 | Japão   | 25 – 29   | Dinamarca      | Čair Sports Center, Niš Público: 800 Árbitros: Gatelis, Mažeika |
| 8 December 2013 20:15 | Fujii 6 | relatório | Kristiansen 10 | Čair Sports Center, Niš Público: 800 Árbitros: Gatelis, Mažeika |
| 8 December 2013 20:15 | 4× 3×   |           | 4× 3×          | Čair Sports Center, Niš Público: 800 Árbitros: Gatelis, Mažeika |

| 10 December 2013 15:45 | China         | 27 – 33   | Japão    | Čair Sports Center, Niš Público: 500 Árbitros: Duţă, Florescu |
| 10 December 2013 15:45 | Zhao Jiaqin 6 | relatório | Fujii 10 | Čair Sports Center, Niš Público: 500 Árbitros: Duţă, Florescu |
| 10 December 2013 15:45 | 6× 3×         |           | 3×       | Čair Sports Center, Niš Público: 500 Árbitros: Duţă, Florescu |

| 10 December 2013 18:00 | Brasil               | 25 – 23   | Sérvia  | Čair Sports Center, Niš Público: 3,800 Árbitros: Gatelis, Mažeika |
| 10 December 2013 18:00 | Amorim, Nascimento 5 | relatório | Krpež 5 | Čair Sports Center, Niš Público: 3,800 Árbitros: Gatelis, Mažeika |
| 10 December 2013 18:00 | 7× 3×                |           | 3× 4×   | Čair Sports Center, Niš Público: 3,800 Árbitros: Gatelis, Mažeika |

| 10 December 2013 20:15 | Dinamarca | 38 – 20   | Argélia     | Čair Sports Center, Niš Público: 400 Árbitros: García, Marín |
| 10 December 2013 20:15 | Hansen 8  | relatório | Belakhdar 9 | Čair Sports Center, Niš Público: 400 Árbitros: García, Marín |
| 10 December 2013 20:15 | 7× 3×     |           | 1× 2×       | Čair Sports Center, Niš Público: 400 Árbitros: García, Marín |

| 11 December 2013 15:45 | Brasil       | 24 – 20   | Japão           | Čair Sports Center, Niš Público: 300 Árbitros: Krichen, Makhlouf |
| 11 December 2013 15:45 | Nascimento 5 | relatório | Fujii, Tanabe 4 | Čair Sports Center, Niš Público: 300 Árbitros: Krichen, Makhlouf |
| 11 December 2013 15:45 | 5× 4×        |           | 5× 3×           | Čair Sports Center, Niš Público: 300 Árbitros: Krichen, Makhlouf |

| 11 December 2013 18:00 | Argélia | 25 – 27   | China           | Čair Sports Center, Niš Público: 1,000 Árbitros: Gatelis, Mažeika |
| 11 December 2013 18:00 | Tizi 7  | relatório | Wang Shuihui 13 | Čair Sports Center, Niš Público: 1,000 Árbitros: Gatelis, Mažeika |
| 11 December 2013 18:00 | 2× 3×   |           | 5× 3×           | Čair Sports Center, Niš Público: 1,000 Árbitros: Gatelis, Mažeika |

| 11 December 2013 20:15 | Sérvia  | 23 – 22   | Dinamarca          | Čair Sports Center, Niš Público: 3,800 Árbitros: García, Marín |
| 11 December 2013 20:15 | Lekić 6 | relatório | Fisker, Burgaard 4 | Čair Sports Center, Niš Público: 3,800 Árbitros: García, Marín |
| 11 December 2013 20:15 | 4× 2×   |           | 6× 3×              | Čair Sports Center, Niš Público: 3,800 Árbitros: García, Marín |

| 13 December 2013 15:45 | Japão         | 32 – 23   | Argélia | Čair Sports Center, Niš Público: 200 Árbitros: Duţă, Florescu |
| 13 December 2013 15:45 | Fujii, Hara 6 | relatório | Tizi 8  | Čair Sports Center, Niš Público: 200 Árbitros: Duţă, Florescu |
| 13 December 2013 15:45 | 4× 3×         |           | 3×      | Čair Sports Center, Niš Público: 200 Árbitros: Duţă, Florescu |

| 13 December 2013 18:00 | Sérvia  | 32 – 18   | China         | Čair Sports Center, Niš Público: 3,700 Árbitros: Krichen, Makhlouf |
| 13 December 2013 18:00 | Lekić 8 | relatório | Zhao Jiaqin 6 | Čair Sports Center, Niš Público: 3,700 Árbitros: Krichen, Makhlouf |
| 13 December 2013 18:00 | 1× 2×   |           | 4× 3×         | Čair Sports Center, Niš Público: 3,700 Árbitros: Krichen, Makhlouf |

| 13 December 2013 20:15 | Dinamarca | 18 – 23   | Brasil      | Čair Sports Center, Niš Público: 1,000 Árbitros: Gatelis, Mažeika |
| 13 December 2013 20:15 | Fisker 5  | relatório | Cavaleiro 7 | Čair Sports Center, Niš Público: 1,000 Árbitros: Gatelis, Mažeika |
| 13 December 2013 20:15 | 6× 3×     |           | 5× 4×       | Čair Sports Center, Niš Público: 1,000 Árbitros: Gatelis, Mažeika |

### Grupo C
| Seleção   | P  | J | V | E | D | GP  | GC  | SG   |
| --------- | -- | - | - | - | - | --- | --- | ---- |
| Noruega   | 10 | 5 | 5 | 0 | 0 | 142 | 90  | +52  |
| Espanha   | 8  | 5 | 4 | 0 | 1 | 130 | 91  | +39  |
| Polónia   | 6  | 5 | 3 | 0 | 2 | 141 | 95  | +46  |
| Angola    | 4  | 5 | 2 | 0 | 3 | 135 | 123 | +12  |
| Argentina | 2  | 5 | 1 | 0 | 4 | 102 | 141 | –39  |
| Paraguai  | 0  | 5 | 0 | 0 | 5 | 55  | 165 | –110 |

| 7 December 2013 15:45 | Angola   | 33 – 23   | Argentina | Medison Hall, Zrenjanin Público: 1,000 Árbitros: Al-Mutawa, Al-Suwailam |
| 7 December 2013 15:45 | Guialo 8 | (15–12)   | Belotti 6 | Medison Hall, Zrenjanin Público: 1,000 Árbitros: Al-Mutawa, Al-Suwailam |
| 7 December 2013 15:45 | 6× 3×    | relatório | 6× 2×     | Medison Hall, Zrenjanin Público: 1,000 Árbitros: Al-Mutawa, Al-Suwailam |

| 7 December 2013 18:00 | Polónia        | 40 – 6    | Paraguai | Medison Hall, Zrenjanin Público: 1,000 Árbitros: Engberg, Laurell |
| 7 December 2013 18:00 | Koniuszaniec 8 | (19–4)    | Faría 3  | Medison Hall, Zrenjanin Público: 1,000 Árbitros: Engberg, Laurell |
| 7 December 2013 18:00 | 3×             | relatório | 2× 3×    | Medison Hall, Zrenjanin Público: 1,000 Árbitros: Engberg, Laurell |

| 7 December 2013 20:15 | Noruega | 22 – 20   | Espanha          | Medison Hall, Zrenjanin Público: 2,000 Árbitros: Mošorinski, Pandžić |
| 7 December 2013 20:15 | Mørk 8  | (11–10)   | três jogadoras 4 | Medison Hall, Zrenjanin Público: 2,000 Árbitros: Mošorinski, Pandžić |
| 7 December 2013 20:15 | 4× 3×   | relatório | 3× 4×            | Medison Hall, Zrenjanin Público: 2,000 Árbitros: Mošorinski, Pandžić |

| 9 December 2013 15:45 | Paraguai | 12 – 37   | Angola     | Medison Hall, Zrenjanin Público: 500 Árbitros: Mošorinski, Pandžić |
| 9 December 2013 15:45 | Gómez 6  | (7–18)    | Bernardo 9 | Medison Hall, Zrenjanin Público: 500 Árbitros: Mošorinski, Pandžić |
| 9 December 2013 15:45 | 5× 3×    | relatório | 1× 3×      | Medison Hall, Zrenjanin Público: 500 Árbitros: Mošorinski, Pandžić |

| 9 December 2013 18:00 | Espanha   | 26 – 20   | Polónia          | Medison Hall, Zrenjanin Público: 1,000 Árbitros: Al-Mutawa, Al-Suwailam |
| 9 December 2013 18:00 | Barbosa 8 | (11–11)   | três jogadoras 4 | Medison Hall, Zrenjanin Público: 1,000 Árbitros: Al-Mutawa, Al-Suwailam |
| 9 December 2013 18:00 | 5× 3×     | relatório | 4× 2×            | Medison Hall, Zrenjanin Público: 1,000 Árbitros: Al-Mutawa, Al-Suwailam |

| 9 December 2013 20:15 | Argentina | 18 – 37   | Noruega  | Medison Hall, Zrenjanin Público: 2,000 Árbitros: Santos, Fonseca |
| 9 December 2013 20:15 | Mendoza 4 | (9–15)    | Alstad 6 | Medison Hall, Zrenjanin Público: 2,000 Árbitros: Santos, Fonseca |
| 9 December 2013 20:15 | 5× 3×     | relatório | 5× 3×    | Medison Hall, Zrenjanin Público: 2,000 Árbitros: Santos, Fonseca |

| 10 December 2013 15:45 | Polónia               | 32 – 23   | Angola     | Medison Hall, Zrenjanin Público: 800 Árbitros: Santos, Fonseca |
| 10 December 2013 15:45 | Grzyb, Koniuszaniec 7 | (18–13)   | Bernardo 5 | Medison Hall, Zrenjanin Público: 800 Árbitros: Santos, Fonseca |
| 10 December 2013 15:45 | 6× 4×                 | relatório | 2×         | Medison Hall, Zrenjanin Público: 800 Árbitros: Santos, Fonseca |

| 10 December 2013 18:00 | Espanha           | 25 – 19   | Argentina | Medison Hall, Zrenjanin Público: 1,000 Árbitros: Engberg, Laurell |
| 10 December 2013 18:00 | Fernández, Pena 6 | (14–11)   | Haro 5    | Medison Hall, Zrenjanin Público: 1,000 Árbitros: Engberg, Laurell |
| 10 December 2013 18:00 | 5× 3×             | relatório | 1× 2×     | Medison Hall, Zrenjanin Público: 1,000 Árbitros: Engberg, Laurell |

| 10 December 2013 20:15 | Noruega            | 34 – 13   | Paraguai  | Medison Hall, Zrenjanin Público: 800 Árbitros: Al-Mutawa, Al-Suwailam |
| 10 December 2013 20:15 | quatro jogadoras 4 | (17–8)    | Cáceres 4 | Medison Hall, Zrenjanin Público: 800 Árbitros: Al-Mutawa, Al-Suwailam |
| 10 December 2013 20:15 | 5× 2× 1×           | relatório | 2× 3×     | Medison Hall, Zrenjanin Público: 800 Árbitros: Al-Mutawa, Al-Suwailam |

| 12 December 2013 15:45 | Paraguai | 9 – 29    | Espanha          | Medison Hall, Zrenjanin Público: 500 Árbitros: Santos, Fonseca |
| 12 December 2013 15:45 | Faría 4  | (0–14)    | Aguilar, López 4 | Medison Hall, Zrenjanin Público: 500 Árbitros: Santos, Fonseca |
| 12 December 2013 15:45 | 2× 1×    | relatório | 4× 3×            | Medison Hall, Zrenjanin Público: 500 Árbitros: Santos, Fonseca |

| 12 December 2013 18:00 | Polónia  | 31 – 17   | Argentina | Medison Hall, Zrenjanin Público: 1,500 Árbitros: Mošorinski, Pandžić |
| 12 December 2013 18:00 | Wojtas 8 | (14–9)    | Mendoza 6 | Medison Hall, Zrenjanin Público: 1,500 Árbitros: Mošorinski, Pandžić |
| 12 December 2013 18:00 | 7× 3×    | relatório | 5× 3×     | Medison Hall, Zrenjanin Público: 1,500 Árbitros: Mošorinski, Pandžić |

| 12 December 2013 20:15 | Angola     | 21 – 26   | Noruega          | Medison Hall, Zrenjanin Público: 1,200 Árbitros: Al-Mutawa, Al-Suwailam |
| 12 December 2013 20:15 | M. Kiala 6 | (9–12)    | três jogadoras 5 | Medison Hall, Zrenjanin Público: 1,200 Árbitros: Al-Mutawa, Al-Suwailam |
| 12 December 2013 20:15 | 2×         | relatório | 6× 3×            | Medison Hall, Zrenjanin Público: 1,200 Árbitros: Al-Mutawa, Al-Suwailam |

| 13 December 2013 15:45 | Argentina | 25 – 15   | Paraguai | Medison Hall, Zrenjanin Público: 500 Árbitros: Engberg, Laurell |
| 13 December 2013 15:45 | Alonso 7  | (13–5)    | Faría 6  | Medison Hall, Zrenjanin Público: 500 Árbitros: Engberg, Laurell |
| 13 December 2013 15:45 | 2× 3×     | relatório | 3×       | Medison Hall, Zrenjanin Público: 500 Árbitros: Engberg, Laurell |

| 13 December 2013 18:00 | Angola    | 21 – 30   | Espanha   | Medison Hall, Zrenjanin Público: 2,000 Árbitros: Koo, Lee |
| 13 December 2013 18:00 | Guialo 10 | (10–14)   | Barbosa 9 | Medison Hall, Zrenjanin Público: 2,000 Árbitros: Koo, Lee |
| 13 December 2013 18:00 | 2× 3×     | relatório | 4× 3×     | Medison Hall, Zrenjanin Público: 2,000 Árbitros: Koo, Lee |

| 13 December 2013 20:15 | Noruega   | 23 – 18   | Polónia                    | Medison Hall, Zrenjanin Público: 1,500 Árbitros: Lah, Sok |
| 13 December 2013 20:15 | Sulland 6 | (13–10)   | Wojtas, Semeniuk-Olchawa 4 | Medison Hall, Zrenjanin Público: 1,500 Árbitros: Lah, Sok |
| 13 December 2013 20:15 | 3×        | relatório | 2× 3×                      | Medison Hall, Zrenjanin Público: 1,500 Árbitros: Lah, Sok |

### Grupo D
| Seleção   | P  | J | V | E | D | GP  | GC  | SG  |
| --------- | -- | - | - | - | - | --- | --- | --- |
| Alemanha  | 10 | 5 | 5 | 0 | 0 | 152 | 116 | +36 |
| Roménia   | 8  | 5 | 4 | 0 | 1 | 132 | 96  | +36 |
| Hungria   | 6  | 5 | 3 | 0 | 2 | 158 | 117 | +41 |
| Chéquia   | 4  | 5 | 2 | 0 | 3 | 143 | 114 | +29 |
| Tunísia   | 2  | 5 | 1 | 0 | 4 | 109 | 122 | –13 |
| Austrália | 0  | 5 | 0 | 0 | 5 | 68  | 195 | –97 |

| 7 December 2013 14:45 | Hungria   | 35 – 27   | Chéquia      | Spens Sports Center, Novi Sad Público: 800 Árbitros: Bonaventura, Bonaventura |
| 7 December 2013 14:45 | Görbicz 9 | (18–16)   | Knedlíková 6 | Spens Sports Center, Novi Sad Público: 800 Árbitros: Bonaventura, Bonaventura |
| 7 December 2013 14:45 | 2× 3×     | relatório | 4× 1×        | Spens Sports Center, Novi Sad Público: 800 Árbitros: Bonaventura, Bonaventura |

| 7 December 2013 17:00 | Alemanha       | 36 – 15   | Austrália | Spens Sports Center, Novi Sad Público: 700 Árbitros: Koo, Lee |
| 7 December 2013 17:00 | Müller, Zapf 6 | (17–7)    | Potocki 9 | Spens Sports Center, Novi Sad Público: 700 Árbitros: Koo, Lee |
| 7 December 2013 17:00 | 3× 2×          | relatório | 3×        | Spens Sports Center, Novi Sad Público: 700 Árbitros: Koo, Lee |

| 7 December 2013 19:15 | Roménia          | 27 – 17   | Tunísia   | Spens Sports Center, Novi Sad Público: 900 Árbitros: Birch, Stenrand |
| 7 December 2013 19:15 | Neagu, Perianu 6 | (15–8)    | Chebbah 5 | Spens Sports Center, Novi Sad Público: 900 Árbitros: Birch, Stenrand |
| 7 December 2013 19:15 | 6× 3×            | relatório | 1× 3×     | Spens Sports Center, Novi Sad Público: 900 Árbitros: Birch, Stenrand |

| 9 December 2013 14:45 | Tunísia    | 24 – 26   | Hungria           | Spens Sports Center, Novi Sad Público: 400 Árbitros: Koo, Lee |
| 9 December 2013 14:45 | Dhaouadi 6 | (15–15)   | Görbicz, Tomori 6 | Spens Sports Center, Novi Sad Público: 400 Árbitros: Koo, Lee |
| 9 December 2013 14:45 | 4× 2×      | relatório | 5× 2×             | Spens Sports Center, Novi Sad Público: 400 Árbitros: Koo, Lee |

| 9 December 2013 17:00 | Chéquia    | 32 – 37   | Alemanha  | Spens Sports Center, Novi Sad Público: 800 Árbitros: Coulibaly, Diabaté |
| 9 December 2013 17:00 | Luzumová 9 | (13–17)   | Müller 11 | Spens Sports Center, Novi Sad Público: 800 Árbitros: Coulibaly, Diabaté |
| 9 December 2013 17:00 | 4× 2×      | relatório | 6× 3×     | Spens Sports Center, Novi Sad Público: 800 Árbitros: Coulibaly, Diabaté |

| 9 December 2013 19:15 | Austrália | 13 – 32   | Roménia      | Spens Sports Center, Novi Sad Público: 300 Árbitros: Bonaventura, Bonaventura |
| 9 December 2013 19:15 | Potocki 5 | (7–16)    | Ciuciulete 7 | Spens Sports Center, Novi Sad Público: 300 Árbitros: Bonaventura, Bonaventura |
| 9 December 2013 19:15 | 2× 3×     | relatório | 1× 2×        | Spens Sports Center, Novi Sad Público: 300 Árbitros: Bonaventura, Bonaventura |

| 10 December 2013 14:45 | Chéquia              | 28 – 24   | Tunísia   | Spens Sports Center, Novi Sad Público: 400 Árbitros: Bonaventura, Bonaventura |
| 10 December 2013 14:45 | Luzumová, Štěrbová 6 | (15–14)   | Chebbah 7 | Spens Sports Center, Novi Sad Público: 400 Árbitros: Bonaventura, Bonaventura |
| 10 December 2013 14:45 | 1× 2×                | relatório | 7× 2×     | Spens Sports Center, Novi Sad Público: 400 Árbitros: Bonaventura, Bonaventura |

| 10 December 2013 17:00 | Alemanha  | 26 – 23   | Roménia   | Spens Sports Center, Novi Sad Público: 800 Árbitros: Birch, Stenrand |
| 10 December 2013 17:00 | Müller 11 | (13–12)   | Nechita 6 | Spens Sports Center, Novi Sad Público: 800 Árbitros: Birch, Stenrand |
| 10 December 2013 17:00 | 2× 3×     | relatório | 1× 3×     | Spens Sports Center, Novi Sad Público: 800 Árbitros: Birch, Stenrand |

| 10 December 2013 19:15 | Hungria              | 39 – 15   | Austrália | Spens Sports Center, Novi Sad Público: 400 Árbitros: Coulibaly, Diabaté |
| 10 December 2013 19:15 | Rédei Soós, Vincze 6 | (19–11)   | Potocki 8 | Spens Sports Center, Novi Sad Público: 400 Árbitros: Coulibaly, Diabaté |
| 10 December 2013 19:15 | 1× 3×                | relatório | 1× 2× 1×  | Spens Sports Center, Novi Sad Público: 400 Árbitros: Coulibaly, Diabaté |

| 12 December 2013 14:45 | Austrália | 10 – 34   | Chéquia  | Spens Sports Center, Novi Sad Público: 400 Árbitros: Birch, Stenrand |
| 12 December 2013 14:45 | Boyd 3    | (4–15)    | Crhová 8 | Spens Sports Center, Novi Sad Público: 400 Árbitros: Birch, Stenrand |
| 12 December 2013 14:45 | 1× 2×     | relatório |          | Spens Sports Center, Novi Sad Público: 400 Árbitros: Birch, Stenrand |

| 12 December 2013 17:00 | Alemanha  | 26 – 20   | Tunísia   | Spens Sports Center, Novi Sad Público: 1,200 Árbitros: Koo, Lee |
| 12 December 2013 17:00 | Loerper 6 | (10–11)   | Chebbah 6 | Spens Sports Center, Novi Sad Público: 1,200 Árbitros: Koo, Lee |
| 12 December 2013 17:00 | 1× 3×     | relatório | 1× 3×     | Spens Sports Center, Novi Sad Público: 1,200 Árbitros: Koo, Lee |

| 12 December 2013 19:15 | Roménia | 21 – 17   | Hungria   | Spens Sports Center, Novi Sad Público: 5,000 Árbitros: Coulibaly, Diabaté |
| 12 December 2013 19:15 | Neagu 4 | (8–10)    | Görbicz 7 | Spens Sports Center, Novi Sad Público: 5,000 Árbitros: Coulibaly, Diabaté |
| 12 December 2013 19:15 | 5× 4×   | relatório | 2× 3×     | Spens Sports Center, Novi Sad Público: 5,000 Árbitros: Coulibaly, Diabaté |

| 13 December 2013 14:45 | Tunísia    | 24 – 15   | Austrália | Spens Sports Center, Novi Sad Público: 300 Árbitros: Coulibaly, Diabaté |
| 13 December 2013 14:45 | Dhaouadi 6 | (12–8)    | Potocki 7 | Spens Sports Center, Novi Sad Público: 300 Árbitros: Coulibaly, Diabaté |
| 13 December 2013 14:45 | 3×         | relatório | 2×        | Spens Sports Center, Novi Sad Público: 300 Árbitros: Coulibaly, Diabaté |

| 13 December 2013 17:00 | Hungria    | 26 – 27   | Alemanha  | Spens Sports Center, Novi Sad Público: 3,000 Árbitros: Bonaventura, Bonaventura |
| 13 December 2013 17:00 | Görbicz 12 | (16–14)   | Müller 13 | Spens Sports Center, Novi Sad Público: 3,000 Árbitros: Bonaventura, Bonaventura |
| 13 December 2013 17:00 | 4× 2×      | relatório | 3× 2×     | Spens Sports Center, Novi Sad Público: 3,000 Árbitros: Bonaventura, Bonaventura |

| 13 December 2013 19:15 | Roménia | 29 – 23   | Chéquia               | Spens Sports Center, Novi Sad Público: 700 Árbitros: Mošorinski, Pandžić |
| 13 December 2013 19:15 | Neagu 5 | (14–7)    | Keclíková, Luzumová 4 | Spens Sports Center, Novi Sad Público: 700 Árbitros: Mošorinski, Pandžić |
| 13 December 2013 19:15 | 4× 3×   | relatório | 3× 4×                 | Spens Sports Center, Novi Sad Público: 700 Árbitros: Mošorinski, Pandžić |

## President's Cup

### Disputa do 21º ao 24º lugares
|  | Semifinais do 21º ao 24º lugares | Semifinais do 21º ao 24º lugares |    |                | Decisão do 21º lugar | Decisão do 21º lugar |  |
|  |                                  |                                  |    |                |                      |                      |  |
|  | 15 de Dezembro                   |                                  |    |                |                      |                      |  |
|  | República Dominicana             | 24                               |    |                |                      |                      |  |
|  | Argélia                          | 29                               |    |                |                      |                      |  |
|  |                                  |                                  |    |                |                      |                      |  |
|  |                                  |                                  |    |                | 16 de Dezembro       |                      |  |
|  |                                  |                                  |    |                | Argélia              | 19                   |  |
|  |                                  | Paraguai                         | 29 |                |                      |                      |  |
|  |                                  |                                  |    |                |                      |                      |  |
|  |                                  |                                  |    |                |                      |                      |  |
|  |                                  |                                  |    |                | Decisão do 23º lugar |                      |  |
|  | 15 de Dezembro                   | 15 de Dezembro                   |    | 16 de Dezembro | 16 de Dezembro       |                      |  |
|  | Paraguai                         | 18(5)                            |    | Austrália      | 26                   |                      |  |
|  | Austrália                        | 18(3)                            |    |                | República Dominicana | 27                   |  |

#### Semifinais do 21º ao 24º lugares
| 15 de Dezembro de 2013 13:15 | República Dominicana | 24 – 29   | Argélia | Čair Sports Center, Niš Público: 300 Árbitros: Laurell(SWE), Lee (KOR) |
| 15 de Dezembro de 2013 13:15 | Pop 7                | (9–12)    | Ziadi 5 | Čair Sports Center, Niš Público: 300 Árbitros: Laurell(SWE), Lee (KOR) |
| 15 de Dezembro de 2013 13:15 | 4× 3×                | relatório | 3×      | Čair Sports Center, Niš Público: 300 Árbitros: Laurell(SWE), Lee (KOR) |

| 15 de Dezembro de 2013 15:30 | Paraguai               | 23 – 21 (Pro) | Austrália | Čair Sports Center, Niš Público: 300 Árbitros: Florescu (ROM), Koo (KOR) |
| 15 de Dezembro de 2013 15:30 | Acuña 9                | (12–10)       | Potocki 8 | Čair Sports Center, Niš Público: 300 Árbitros: Florescu (ROM), Koo (KOR) |
| 15 de Dezembro de 2013 15:30 | 5× 3×                  | relatório     | 6× 4×     | Čair Sports Center, Niš Público: 300 Árbitros: Florescu (ROM), Koo (KOR) |
| 15 de Dezembro de 2013 15:30 | 2T: 18 - 18 Pro: 5 - 3 |               |           | Čair Sports Center, Niš Público: 300 Árbitros: Florescu (ROM), Koo (KOR) |

#### Decisão do 23º lugar
| 16 de Dezembro de 2013 13:15 | República Dominicana | 27 – 26   | Austrália  | Čair Sports Center, Niš Público: 200 Árbitros: Al-Mutawa, Al-Suwailam Predefinição:KU |
| 16 de Dezembro de 2013 13:15 | três jogadoras 6     | (18–9)    | Potocki 11 | Čair Sports Center, Niš Público: 200 Árbitros: Al-Mutawa, Al-Suwailam Predefinição:KU |
| 16 de Dezembro de 2013 13:15 | 6× 2×                | relatório | 1× 3×      | Čair Sports Center, Niš Público: 200 Árbitros: Al-Mutawa, Al-Suwailam Predefinição:KU |

#### Decisão do 21º lugar
| 16 de Dezembro de 2013 15:30 | Argélia    | 19 – 29   | Paraguai         | Čair Sports Center, Niš Público: 300 Árbitros: Laurell(SUE), Florescu(ROM) |
| 16 de Dezembro de 2013 15:30 | Iberaken 5 | (10–13)   | três jogadoras 7 | Čair Sports Center, Niš Público: 300 Árbitros: Laurell(SUE), Florescu(ROM) |
| 16 de Dezembro de 2013 15:30 | 5× 4×      | relatório | 2× 3×            | Čair Sports Center, Niš Público: 300 Árbitros: Laurell(SUE), Florescu(ROM) |

### Disputa do 17º ao 20º lugares
|  | Semifinais do 17º ao 20º lugares | Semifinais do 17º ao 20º lugares |    |                                | Decisão do 17º lugar | Decisão do 17º lugar |  |
|  |                                  |                                  |    |                                |                      |                      |  |
|  | 15 de Dezembro                   |                                  |    |                                |                      |                      |  |
|  | República Democrática do Congo   | 22                               |    |                                |                      |                      |  |
|  | China                            | 23                               |    |                                |                      |                      |  |
|  |                                  |                                  |    |                                |                      |                      |  |
|  |                                  |                                  |    |                                | 16 de Dezembro       |                      |  |
|  |                                  |                                  |    |                                | China                | 23                   |  |
|  |                                  | Tunísia                          | 28 |                                |                      |                      |  |
|  |                                  |                                  |    |                                |                      |                      |  |
|  |                                  |                                  |    |                                |                      |                      |  |
|  |                                  |                                  |    |                                | Decisão do 19º lugar |                      |  |
|  | 15 de Dezembro                   | 15 de Dezembro                   |    | 16 de Dezembro                 | 16 de Dezembro       |                      |  |
|  | Argentina                        | 21                               |    | República Democrática do Congo | 19                   |                      |  |
|  | Tunísia                          | 27                               |    |                                | Argentina            | 31                   |  |

### Semifinais do 17º ao 20º lugares
| 15 de Dezembro de 2013 17:45 | República Democrática do Congo | 22 – 23   | China         | Čair Sports Center, Niš Público: 300 Árbitros: Duţă (ROM), Diabaté(CIV) |
| 15 de Dezembro de 2013 17:45 | Mwasesa 6                      | (8–11)    | Zhao Jiaqin 7 | Čair Sports Center, Niš Público: 300 Árbitros: Duţă (ROM), Diabaté(CIV) |
| 15 de Dezembro de 2013 17:45 | 2×                             | relatório | 3×            | Čair Sports Center, Niš Público: 300 Árbitros: Duţă (ROM), Diabaté(CIV) |

| 15 de Dezembro de 2013 20:00 | Argentina | 21 – 27   | Tunísia          | Čair Sports Center, Niš Público: 300 Árbitros: Engberg(SWE), Røen(NOR) |
| 15 de Dezembro de 2013 20:00 | Gambino 5 | (12–14)   | Sfar-Ben-Chker 8 | Čair Sports Center, Niš Público: 300 Árbitros: Engberg(SWE), Røen(NOR) |
| 15 de Dezembro de 2013 20:00 | 1× 4×     | relatório | 1× 4×            | Čair Sports Center, Niš Público: 300 Árbitros: Engberg(SWE), Røen(NOR) |

#### Decisão do 19º lugar
| 16 de Dezembro de 2013 17:45 | República Democrática do Congo | 19 – 31   | Argentina          | Čair Sports Center, Niš Público: 250 Árbitros: Røen(NOR), Lee(KOR) |
| 16 de Dezembro de 2013 17:45 | Mwasesa 4                      | (7–13)    | Decilio, Bianchi 7 | Čair Sports Center, Niš Público: 250 Árbitros: Røen(NOR), Lee(KOR) |
| 16 de Dezembro de 2013 17:45 | 6× 1×                          | relatório | 3×                 | Čair Sports Center, Niš Público: 250 Árbitros: Røen(NOR), Lee(KOR) |

#### Decisão do 17º lugar
| 16 de Dezembro de 2013 20:00 | China | 23 – 28   | Tunísia | Čair Sports Center, Niš Público: 300 Árbitros: Coulibaly(CIV), Arntsen(NOR) |
| 16 de Dezembro de 2013 20:00 | Pop 7 | (11–12)   | Ziadi 5 | Čair Sports Center, Niš Público: 300 Árbitros: Coulibaly(CIV), Arntsen(NOR) |
| 16 de Dezembro de 2013 20:00 | 3× 1× | relatório | 3× 2×   | Čair Sports Center, Niš Público: 300 Árbitros: Coulibaly(CIV), Arntsen(NOR) |

## Fase final
| Oitavas de Final | Oitavas de Final | Oitavas de Final |  |  | Quartas de Final | Quartas de Final | Quartas de Final |  |  | Semifinais | Semifinais | Semifinais |  |                | Final          | Final          | Final |
|                  |                  |                  |  |  |                  |                  |                  |  |  |            |            |            |  |                |                |                |       |
| B1               | Brasil           | 29               |  |  |                  |                  |                  |  |  |            |            |            |  |                |                |                |       |
| A4               | Países Baixos    | 23               |  |  | B1               | Brasil (pro)     | 33               |  |  |            |            |            |  |                |                |                |       |
| D3               | Hungria          | 28               |  |  | D3               | Hungria          | 31               |  |  |            |            |            |  |                |                |                |       |
| C2               | Espanha          | 21               |  |  |                  |                  |                  |  |  | B1         | Brasil     | 27         |  |                |                |                |       |
| B3               | Dinamarca        | 22               |  |  |                  |                  |                  |  |  | B3         | Dinamarca  | 21         |  |                |                |                |       |
| A2               | Montenegro       | 21               |  |  | B3               | Dinamarca        | 31               |  |  |            |            |            |  |                |                |                |       |
| D1               | Alemanha         | 29               |  |  | D1               | Alemanha         | 28               |  |  |            |            |            |  |                |                |                |       |
| C4               | Angola           | 21               |  |  |                  |                  |                  |  |  |            |            |            |  |                | B1             | Brasil         | 22    |
| C3               | Polónia          | 31               |  |  |                  |                  |                  |  |  |            |            |            |  |                | B2             | Sérvia         | 20    |
| D2               | Roménia          | 29               |  |  | C3               | Polónia          | 22               |  |  |            |            |            |  |                |                |                |       |
| A1               | França           | 27               |  |  | A1               | França           | 21               |  |  |            |            |            |  |                |                |                |       |
| B4               | Japão            | 19               |  |  |                  |                  |                  |  |  | C3         | Polónia    | 18         |  |                |                |                |       |
| A3               | Coreia do Sul    | 27               |  |  |                  |                  |                  |  |  | B2         | Sérvia     | 24         |  |                |                |                |       |
| B2               | Sérvia           | 28               |  |  | B2               | Sérvia           | 28               |  |  |            |            |            |  | Terceiro lugar | Terceiro lugar | Terceiro lugar |       |
| C1               | Noruega          | 31               |  |  | C1               | Noruega          | 25               |  |  |            |            |            |  |                | B3             | Dinamarca      | 30    |
| D4               | Chéquia          | 21               |  |  |                  |                  |                  |  |  |            |            |            |  |                | C3             | Polónia        | 26    |

### Oitavas de final
| 15 de Dezembro de 2013 17:30 | Alemanha    | 29 – 21   | Angola     | Spens Sports Center, Novi Sad Público: 1.000 Árbitros: Lah, Sok |
| 15 de Dezembro de 2013 17:30 | Steinbach 6 | (13–10)   | M. Kiala 8 | Spens Sports Center, Novi Sad Público: 1.000 Árbitros: Lah, Sok |
| 15 de Dezembro de 2013 17:30 | 2× 3×       | relatório | 3× 2×      | Spens Sports Center, Novi Sad Público: 1.000 Árbitros: Lah, Sok |

| 15 de Dezembro de 2013 18:00 | França         | 27 – 19   | Japão            | Kombank Arena, Belgrado Público: 510 Árbitros: Krichen, Makhlouf |
| 15 de Dezembro de 2013 18:00 | Kamto Njitam 5 | (12–9)    | Arihama, Fujii 5 | Kombank Arena, Belgrado Público: 510 Árbitros: Krichen, Makhlouf |
| 15 de Dezembro de 2013 18:00 | 8× 4×          | relatório | 7× 3×            | Kombank Arena, Belgrado Público: 510 Árbitros: Krichen, Makhlouf |

| 15 de Dezembro de 2013 20:15 | Polónia  | 31 – 29   | Roménia  | Spens Sports Center, Novi Sad Público: 2.000 Árbitros: Mošorinski, Pandžić |
| 15 de Dezembro de 2013 20:15 | Wojtas 9 | (13–17)   | Neagu 10 | Spens Sports Center, Novi Sad Público: 2.000 Árbitros: Mošorinski, Pandžić |
| 15 de Dezembro de 2013 20:15 | 2× 3×    | relatório | 1× 3×    | Spens Sports Center, Novi Sad Público: 2.000 Árbitros: Mošorinski, Pandžić |

| 15 de Dezembro de 2013 20:45 | Dinamarca  | 22 – 21   | Montenegro  | Kombank Arena, Belgrado Público: 1.100 Árbitros: García, Marín |
| 15 de Dezembro de 2013 20:45 | Burgaard 6 | (11–12)   | Bulatović 7 | Kombank Arena, Belgrado Público: 1.100 Árbitros: García, Marín |
| 15 de Dezembro de 2013 20:45 | 4× 3×      | relatório | 3×          | Kombank Arena, Belgrado Público: 1.100 Árbitros: García, Marín |

| 16 de Dezembro de 2013 17:30 | Hungria         | 28 – 21   | Espanha       | Spens Sports Center, Novi Sad Público: 1.500 Árbitros: Birch, Stenrand |
| 16 de Dezembro de 2013 17:30 | GÖRBICZ Anita 6 | (17–12)   | LOPEZ Marta 7 | Spens Sports Center, Novi Sad Público: 1.500 Árbitros: Birch, Stenrand |
| 16 de Dezembro de 2013 17:30 | 2×              | relatório | 2× 3×         | Spens Sports Center, Novi Sad Público: 1.500 Árbitros: Birch, Stenrand |

| 16 de Dezembro de 2013 18:00 | Brasil      | 29 – 23   | Países Baixos  | Kombank Arena, Belgrado Público: 300 Árbitros: Horvath, Marton |
| 16 de Dezembro de 2013 18:00 | Rodrigues 7 | (16–14)   | Lois Abbingh 7 | Kombank Arena, Belgrado Público: 300 Árbitros: Horvath, Marton |
| 16 de Dezembro de 2013 18:00 | 5× 3×       | relatório | 7× 3×          | Kombank Arena, Belgrado Público: 300 Árbitros: Horvath, Marton |

| 16 de Dezembro de 2013 20:15 | Noruega      | 31 – 21   | Chéquia    | Spens Sports Center, Novi Sad Público: 1,000 Árbitros: Marina, Minore |
| 16 de Dezembro de 2013 20:15 | Løke, Mørk 5 | (19–10)   | Luzumová 6 | Spens Sports Center, Novi Sad Público: 1,000 Árbitros: Marina, Minore |
| 16 de Dezembro de 2013 20:15 | 2× 3×        | relatório | 4× 3×      | Spens Sports Center, Novi Sad Público: 1,000 Árbitros: Marina, Minore |

| 16 de Dezembro de 2013 20:45 | Coreia do Sul | 27 – 28   | Sérvia  | Kombank Arena, Belgrado Público: 12,000 Árbitros: Santos, Fonseca |
| 16 de Dezembro de 2013 20:45 | Jung Ji-Hae 8 | (12–13)   | Lekić 8 | Kombank Arena, Belgrado Público: 12,000 Árbitros: Santos, Fonseca |
| 16 de Dezembro de 2013 20:45 | 3× 1×         | relatório | 3× 4×   | Kombank Arena, Belgrado Público: 12,000 Árbitros: Santos, Fonseca |

### Quartas de final
| 18 de Dezembro de 2013 17:30 | Brasil                  | 33 – 31 (Pro) | Hungria            | Kombank Arena, Belgrado Público: 7,500 Árbitros: Birch, Stenrand |
| 18 de Dezembro de 2013 17:30 | Nascimento 10           | (12–11)       | Zsuzsanna Tomori 7 | Kombank Arena, Belgrado Público: 7,500 Árbitros: Birch, Stenrand |
| 18 de Dezembro de 2013 17:30 | 9× 2× 1×                | Relatório     | 4× 1×              | Kombank Arena, Belgrado Público: 7,500 Árbitros: Birch, Stenrand |
| 18 de Dezembro de 2013 17:30 | 2T: 26–26 Pro: 3–3, 4–2 |               |                    | Kombank Arena, Belgrado Público: 7,500 Árbitros: Birch, Stenrand |

| 18 de Dezembro de 2013 17:30 | Polónia                                   | 22 – 21   | França                           | Spens Sports Center, Novi Sad Público: 1,000 Árbitros: Birch, Stenrand |
| 18 de Dezembro de 2013 17:30 | Karolina Semeniuk-Olchawa, Alina Wojtas 5 | (11–8)    | Allison Pineau, Siraba Dembélé 5 | Spens Sports Center, Novi Sad Público: 1,000 Árbitros: Birch, Stenrand |
| 18 de Dezembro de 2013 17:30 | 4× 3×                                     | Relatório | 1× 4×                            | Spens Sports Center, Novi Sad Público: 1,000 Árbitros: Birch, Stenrand |

| 18 de Dezembro de 2013 20:15 | Sérvia                              | 28 – 25   | Noruega      | Kombank Arena, Belgrado Público: 16,500 Árbitros: Gatelis, Mažeika |
| 18 de Dezembro de 2013 20:15 | Sanja Damnjanović, Dragana Cvijić 8 | (15–16)   | Heidi Løke 5 | Kombank Arena, Belgrado Público: 16,500 Árbitros: Gatelis, Mažeika |
| 18 de Dezembro de 2013 20:15 | 2× 3×                               | relatório | 3×           | Kombank Arena, Belgrado Público: 16,500 Árbitros: Gatelis, Mažeika |

| 18 de Dezembro de 2013 20:15 | Dinamarca              | 31 – 28   | Alemanha  | Spens Sports Center, Novi Sad Público: 2,500 Árbitros: Bonaventura, Bonaventura |
| 18 de Dezembro de 2013 20:15 | Kristina Kristiansen 7 | (17–17)   | Müller 12 | Spens Sports Center, Novi Sad Público: 2,500 Árbitros: Bonaventura, Bonaventura |
| 18 de Dezembro de 2013 20:15 | 1× 2×                  | relatório | 3×        | Spens Sports Center, Novi Sad Público: 2,500 Árbitros: Bonaventura, Bonaventura |

### Semifinais
| 20 de Dezembro de 2013 20:45 | Brasil       | 27 – 21   | Dinamarca          | Kombank Arena, Belgrado Público: 7.500 Árbitros: Lah, Sok |
| 20 de Dezembro de 2013 20:45 | Nascimento 7 | (14–10)   | quatro jogadoras 3 | Kombank Arena, Belgrado Público: 7.500 Árbitros: Lah, Sok |
| 20 de Dezembro de 2013 20:45 | 5× 3×        | relatório | 2× 3×              | Kombank Arena, Belgrado Público: 7.500 Árbitros: Lah, Sok |

| 20 de Dezembro de 2013 18:00 | Polónia          | 18 – 24   | Sérvia  | Kombank Arena, Belgrado Público: 18.236 Árbitros: Bonaventura, Bonaventura |
| 20 de Dezembro de 2013 18:00 | Szwed-Orneborg 4 | (6–14)    | Lekić 8 | Kombank Arena, Belgrado Público: 18.236 Árbitros: Bonaventura, Bonaventura |
| 20 de Dezembro de 2013 18:00 | 2× 4×            | relatório | 3×      | Kombank Arena, Belgrado Público: 18.236 Árbitros: Bonaventura, Bonaventura |

### Disputa do 3º lugar
| 22 de Dezembro de 2013 14:30 | Dinamarca      | 30 – 26   | Polónia     | Kombank Arena, Belgrado Público: 6.500 Árbitros: Gatelis, Mažeika |
| 22 de Dezembro de 2013 14:30 | Kristiansen 10 | (12–15)   | Kulwińska 5 | Kombank Arena, Belgrado Público: 6.500 Árbitros: Gatelis, Mažeika |
| 22 de Dezembro de 2013 14:30 | 2×             | relatório | 2×          | Kombank Arena, Belgrado Público: 6.500 Árbitros: Gatelis, Mažeika |

### Final
A final foi disputada na Arena Kombank entre o Brasil e a anfitriã Sérvia e foi assistido por 19.467 espectadores. Os árbitros da partida foram os espanhóis Andreu Marín e Ignacio García. Foi a primeira final da história para as duas equipes, com o melhor resultado anterior do Brasil sendo o quinto lugar no Campeonato do Mundo de 2011 e terceiro lugar da Sérvia no Campeonato Mundial de 2001 (ainda como FR Iugoslávia). Ambas as equipes avançaram para a final depois de jogar no Grupo B da fase de grupos com o Brasil vencendo a partida na terceira rodada por 25 a 23. No caminho para a final na fase eliminatória o Brasil derrotou a Holanda, Hungria e Dinamarca, enquanto a Sérvia venceu suas partidas contra a Coreia do Sul, Noruega e Polônia.
O jogo começou com um 3 a 1 em vantagem às brasileiras que tiveram a liderança no início da partida, mas a Sérvia veio de trás para nivelar o resultado e assumiu o controle da partida com uma vantagem de 8 a 6. As jogadoras sérvias tiveram a última liderança na partida por 10 a 9 antes de o Brasil engrenar 4 gols seguidos para levar o placar a 13 a 10. O time sérvio marcou antes do intervalo, para anotar 13 a 11 durante o intervalo. No segundo tempo, o Brasil começou furiosamente marcando três gols em seguida para ampliar a vantagem para uma margem de cinco gols de diferença, com o resultado de 16 a 11 a seu favor. As sérvias não desistiram e conseguiram cortar a vantagem confortável do adversário para apenas um gol com uma série de 4 gols seguidos. Uma das forças motrizes para o retorno foi a goleira Katarina Tomašević que salvou dois pênaltis em um minuto. Nos últimos quatro minutos da partida, o jogo estava empatado em 19 a 19. As brasileiras chutaram forte para assumir a liderança, o que foi respondido com um equalizador trazido por Andrea Lekić para tornar o placar para 20 a 20. No entanto, a equipe brasileira assumiu a liderança mais uma vez e depois Dragana Cvijić perdeu um gol para a sua equipe, Ana Paula Rodrigues arremessou forte para definir o jogo o resultado final em 22 a 20. Alexandra Nascimento com seis e Cvijić com cinco gols foram as artilheiras para ambos os finalistas. O Brasil se tornou o primeiro país sul-americano a ganhar um Mundial de Handebol feminino e apenas a segunda não-europeia (depois da Coreia do Sul ) a ser campeã.
| 22 de Dezembro de 2013 17:15 | Sérvia                  | 20 – 22            | Brasil       | Kombank Arena, Belgrado Público: 19.467 Árbitros: Ignacio Garcia Andreu Marin Lorente |
| 22 de Dezembro de 2013 17:15 | Dragana Cvijić - 5 Gols | (11–13)            | Nascimento 6 | Kombank Arena, Belgrado Público: 19.467 Árbitros: Ignacio Garcia Andreu Marin Lorente |
| 22 de Dezembro de 2013 17:15 | 4×                      | Relatório Detalhes | 5× 2×        | Kombank Arena, Belgrado Público: 19.467 Árbitros: Ignacio Garcia Andreu Marin Lorente |

| Sérvia | Brasil |

| Goleiras:               |                                                                     |
| 16. Jovana Risović      |                                                                     |
| 27. Katarina Tomašević  |                                                                     |
| Jogadoras de Quadra:    |                                                                     |
| 3. Katarina Krpež       | Gol marcado                                                         |
| 4. Jelena Popović       | Gol marcado                                                         |
| 7. Andrea Lekić         | Gol marcado · Gol marcado · Gol marcado · Gol marcado               |
| 9. Jelena Živković      | Gol marcado · Gol marcado                                           |
| 11. Sanja Damnjanović   | Gol marcado · Gol marcado · Gol marcado · Gol marcado               |
| 15. Jelena Erić         | Gol marcado                                                         |
| 17. Sanja Rajović       |                                                                     |
| 21. Svetlana Ognjenović |                                                                     |
| 26. Biljana Filipović   |                                                                     |
| 30. Jelena Nišavić      | Gol marcado · Gol marcado                                           |
| 31. Ivana Milošević     |                                                                     |
| 71. Kristina Liščević   |                                                                     |
| 72. Dragana Cvijić      | Gol marcado · Gol marcado · Gol marcado · Gol marcado · Gol marcado |
| 99. Marina Dmitrović    |                                                                     |
| Treinador :             |                                                                     |
| Saša Bošković           |                                                                     |

| Goleiras:               |                                                                                   |
| 12. Bárbara Arenhart    |                                                                                   |
| 16. Mayssa Pessoa       |                                                                                   |
| Jogadoras de Quadra:    |                                                                                   |
| 2. Fabiana Diniz        |                                                                                   |
| 3. Alexandra Nascimento | Gol marcado · Gol marcado · Gol marcado · Gol marcado · Gol marcado · Gol marcado |
| 4. Samira Rocha         |                                                                                   |
| 5. Daniela Piedade      | Gol marcado                                                                       |
| 8. Fernanda da Silva    | Gol marcado · Gol marcado · Gol marcado · Gol marcado                             |
| 9. Ana Paula Rodrigues  | Gol marcado · Gol marcado · Gol marcado · Gol marcado                             |
| 18. Eduarda Amorim      | Gol marcado · Gol marcado · Gol marcado                                           |
| 19. Deborah Hannah      | Gol marcado · Gol marcado                                                         |
| 81. Deonise Cavaleiro   | Gol marcado · Gol marcado                                                         |
| 22. Mayara Moura        |                                                                                   |
| 21. Mariana Costa       |                                                                                   |
| 6. Amanda de Andrade    |                                                                                   |
| 14. Elaine Gomes        |                                                                                   |
| 17. Karoline de Souza   |                                                                                   |
| Treinador :             |                                                                                   |
| Morten Soubak           |                                                                                   |

## Classificação final
|    | Brasil                         |
|    | Sérvia                         |
|    | Dinamarca                      |
| 4  | Polónia                        |
| 5  | Noruega                        |
| 6  | França                         |
| 7  | Alemanha                       |
| 8  | Hungria                        |
| 9  | Montenegro                     |
| 10 | Roménia                        |
| 11 | Espanha                        |
| 12 | Coreia do Sul                  |
| 13 | Países Baixos                  |
| 14 | Angola                         |
| 15 | Chéquia                        |
| 16 | Japão                          |
| 17 | Tunísia                        |
| 18 | China                          |
| 19 | Argentina                      |
| 20 | República Democrática do Congo |
| 21 | Paraguai                       |
| 22 | Argélia                        |
| 23 | República Dominicana           |
| 24 | Austrália                      |

| XXI Campeonato Mundial de Handebol Feminino · Brasil · Primeiro título |

## Estatísticas
| Rank | Jogadora             | Gols | Arremessos | %  |
| ---- | -------------------- | ---- | ---------- | -- |
| 1    | Susann Müller        | 62   | 99         | 63 |
| 2    | Alexandra Nascimento | 54   | 81         | 67 |
| 3    | Sally Potocki        | 48   | 101        | 48 |
| 3    | Anita Görbicz        | 48   | 71         | 68 |
| 5    | Sanja Damnjanović    | 46   | 94         | 49 |
| 5    | Andrea Lekić         | 46   | 78         | 59 |
| 7    | Kristina Kristiansen | 45   | 67         | 67 |
| 8    | Christianne Mwasesa  | 42   | 85         | 49 |
| 9    | Ana Paula Rodrigues  | 39   | 75         | 52 |
| 9    | Alina Wojtas         | 39   | 76         | 51 |

| Rank | Name               | %  | Defesas | Arremessos recebidos |
| ---- | ------------------ | -- | ------- | -------------------- |
| 1    | Lucie Satrapová    | 58 | 34      | 59                   |
| 2    | Silje Solberg      | 49 | 49      | 101                  |
| 3    | Amandine Leynaud   | 45 | 57      | 128                  |
| 3    | Jovana Risović     | 45 | 49      | 108                  |
| 5    | Bárbara Arenhart   | 42 | 81      | 195                  |
| 5    | Katarina Tomašević | 42 | 99      | 237                  |
| 7    | Katrine Lunde      | 41 | 60      | 147                  |
| 7    | Marina Vukčević    | 41 | 47      | 114                  |
| 7    | Fadia Omrani       | 41 | 37      | 90                   |
| 10   | Mayssa Pessoa      | 39 | 52      | 135                  |
| 10   | Paula Ungureanu    | 39 | 39      | 100                  |

## Premiação
- MVP -  Eduarda Amorim (BRA)

### All Star Team
| Posição           | Jogadora                |
| ----------------- | ----------------------- |
| Goleira           | Bárbara Arenhart (BRA)  |
| Ala esquerda      | Maria Fisker (DEN)      |
| Armadora esquerda | Sanja Damnjanović (SRB) |
| Pivô              | Dragana Cvijić (SRB)    |
| Armadora central  | Anita Görbicz (HUN)     |
| Armadora direita  | Susann Müller (GER)     |
| Ala direita       | Woo Sun-Hee (KOR)       |

- Fonte:IHF.info

### Medalhistas
| | | |
| Brasil Fabiana Diniz Alexandra Nascimento Samira Rocha Daniela Piedade Amanda de Andrade Fernanda da Silva Ana Paula Rodrigues Bárbara Arenhart Elaine Gomes Mayssa Pessoa Karoline de Souza Eduarda Amorim Deborah Hannah Mariana Costa Mayara Moura Deonise Cavaleiro Técnico: Morten Soubak | Sérvia Katarina Krpež Jelena Popović Andrea Lekić Jelena Živković Sanja Damnjanović Jelena Erić Jovana Risović Sanja Rajović Svetlana Ognjenović Biljana Filipović Katarina Tomašević Jelena Nišavić Jovana Stoiljković Kristina Liščević Dragana Cvijić Marija Lojpur Técnico: Saša Bošković | Dinamarca Jane Schumacher Maibritt Kviesgaard Susan Thorsgaard Maria Fisker Anne Mette Hansen Mette Gravholt Cecilie Greve Marianne Bonde Pernille Larsen Line Jørgensen Rikke Poulsen Kristina Kristiansen Ann Grete Nørgaard Trine Østergaard Jensen Louise Burgaard Stine Jørgensen Técnico: Jan Pytlick |